# Margovula
Margovula là một chi ốc biển, là động vật thân mềm chân bụng sống ở biển thuộc họ Ovulidae.

## Các loài
Các loài thuộc chi Margovula bao gồm:
- Margovula anulata (Fehse, 2001)[2]
- Margovula bimaculata (A. Adams, 1854)[3]
- Margovula crawfordcatei Lorenz & Fehse, 2009[4]
- Margovula lacrima (Cate, 1973)[5]
- Margovula marginata (G.B. Sowerby I, 1828)[6]
- Margovula pyriformis (G.B. Sowerby I, 1828)[7]
- Margovula somaliensis (Fehse, 2001)[8]
- Margovula tinctilis (Cate, 1973)[9]
- Margovula translineata (Cate, 1973)[10]